# 5624 Shirley
5624 Shirley è un asteroide della fascia principale. Scoperto nel 1991, presenta un'orbita caratterizzata da un semiasse maggiore pari a 3,0160393 UA e da un'eccentricità di 0,0550799, inclinata di 10,66535° rispetto all'eclittica.